# Forêt de Kralingen
La forêt de Kralingen est un massif forestier municipal situé dans l'arrondissement de Kralingen-Crooswijk, à Rotterdam, dans la province néerlandaise de Hollande-Méridionale.

## Caractéristiques et description
L'une des caractéristiques de la forêt de Kralingen est qu'elle trouve son emplacement autour de la Kralingse Plas — à l'ouest, au nord et à l'est ; le côté sud lac étant bordé par une plage —. La forêt recouvre une superficie d'environ 300 ha et est bordée par le Kralingse Plaslaan, le Kralingseweg, le Bosdreef et le Boszoom. 100 ha de sa surface est constituée de plan d'eau, 100 autres de bois et 50 de prairies et de pâturages auxquels s'ajoutent 35 ha de réserve naturelle et 15 ha de chemins et de mares. Quelques restaurants et deux moulins à vent (le Ster et le Lelie) se trouvent le long du lac. Le lac de Kralingen comporte également un port de plaisance et des terrains de sport (athlétisme) bordant un long chemin, le Lange Pad. Une plage récréative, qui connaît une importante fréquentation touristique en été, est également présente au sein de la forêt, dans sa partie sud,.
La forêt de Kralingen, comporte notamment une réserve naturelle destinée au cerfs) (créé en 1956), plusieurs crêperies (pannenkoekenhuizen), un zoo pour enfants, un parcours d'accrobranche, un terrain de golf, une piste de jogging et une école d'équitation. Depuis 1948, la forêt accueille régulièrement le Concours Hippique International Officiel (nl) (CHIO) de Rotterdam,.

## Historique
Au début du XXe siècle, en 1904, le directeur des travaux publics de la municipalité de Rotterdam, G.J. de Jongh, réalise et conçoit un plan pour aménager et implanter un parc forestier ou urbain le long du Noorderplas, ainsi que le Kralingse Plas est dénommé à cette époque. À l'origine, avant sa création, le parc devait quant à lui porter le nom de Kralinger Hout. En 1911, le plan est adopté par le conseil municipal. L'aménagement de la forêt nécessite la levée de polders constitués du limon, des déblais et boues de dragage issus des travaux de construction du Waalhaven,.

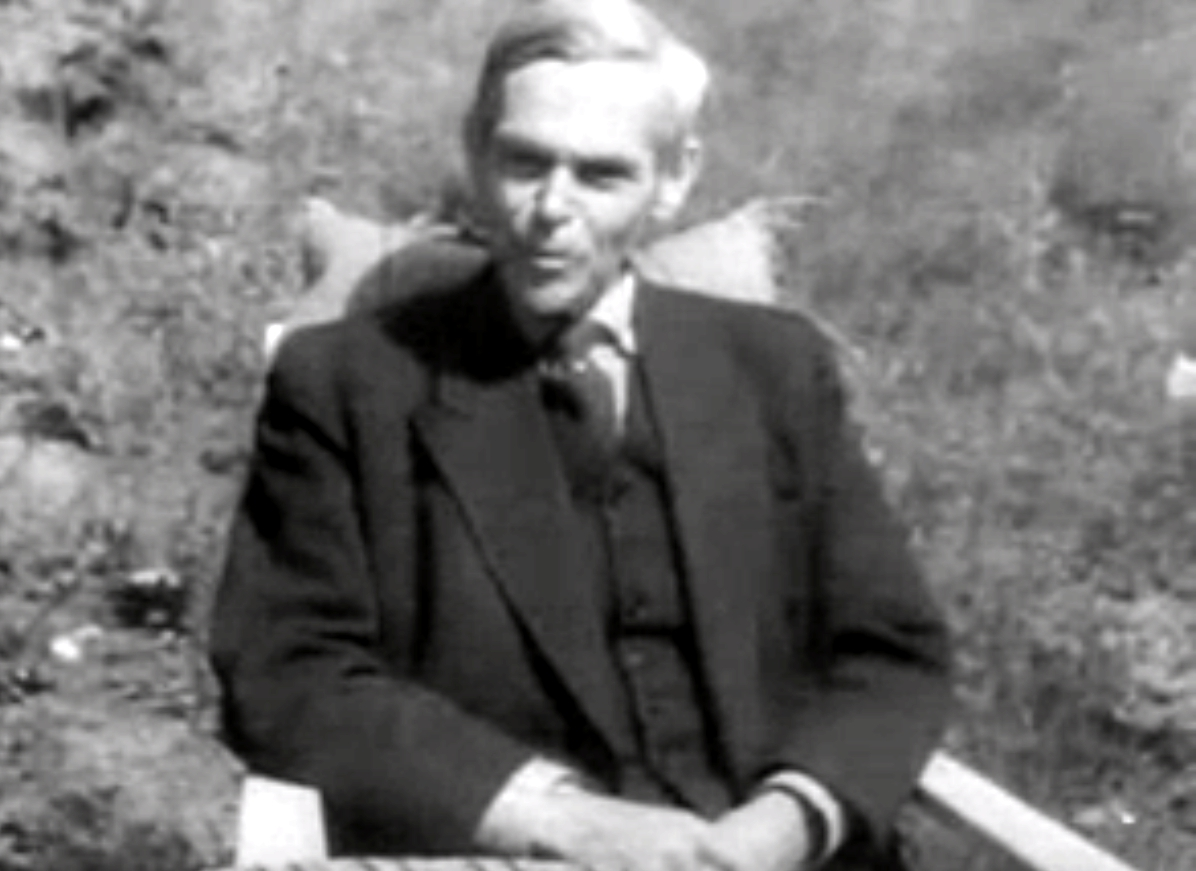
L'architecte et urbaniste Marinus Jan Granpré Molière.

Néanmoins, en raison des événements de la Première Guerre mondiale, la construction du port du Waal est retardée et le projet d'aménagement de la forêt s'en trouve à son tour fortement ralenti. En 1920, l'architecte Marinus Jan Granpré Molière conçoit un nouveau plan d'aménagement,. Les travaux d'aménagement de ce nouveau projet débutent en 1924. À partir de 1928, le sol est enfin suffisamment élevé pour accueillir des plantations d'essences, notamment celles de chênes, spécialement cultivé dans la proivince du Brabant-Septentrional. À cette époque, les lycéens de Rotterdam participent à des journées spécialement dédiées aux plantations d'arbres. Au cours les années trente, dans le cadre de la création d'emplois, des chômeurs ont été également employés pour ces travaux d'aménagement et de plantation. Lors de « l'hiver de la faim » survenu durant la Seconde Guerre mondiale, une grande partie des arbres qui avaient été plantés ont servi de bois de chauffe pour alimenter les poêles. Les nombreux débris et gravats, provenant du centre de la ville bombardée, se sont déversés dans la partie sud du lac. L'accumulation de ces débris ont créé un groupe de petites îles, lesquelles ont été ultérieurement connectées à une série de passerelles pour les randonneurs,. Dès 1948, la municipalité de Rotterdam décide de faire planter de nouveaux arbres. À partir de 1951, la forêt de Kralingen est ouverte en permanence au public. Le 28 novembre 1953 la forêt de Kralingen est officiellement inaugurée.

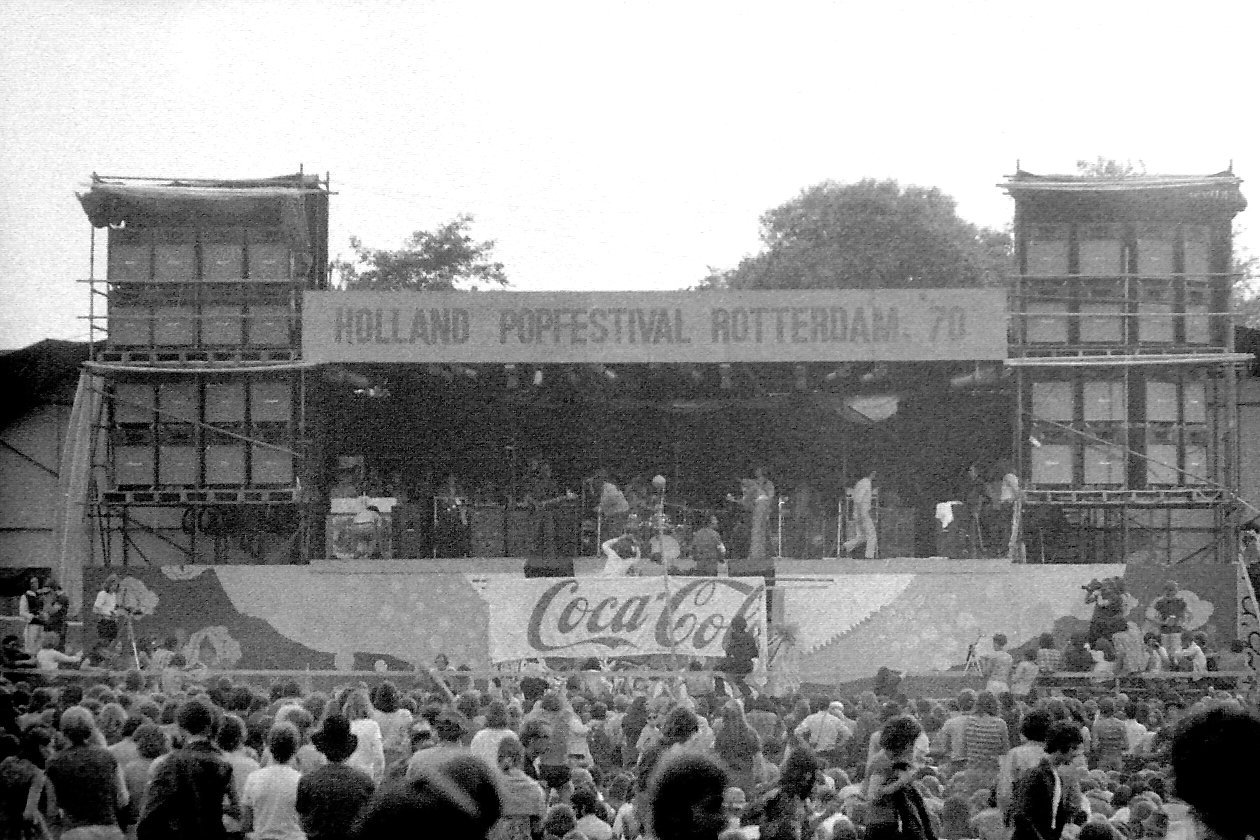
Le Holland Pop Festival de 1970.

La forêt est bien connue pour avoir accueilli à l'été 1970 (du 26 au 28 juin) le Holland Pop Festival, la « réponse européenne à Woodstock ». Les groupes internationaux qui s'y sont produits comprennent notamment Jefferson Airplane, Pink Floyd, The Byrds et des artistes tels que Country Joe McDonald Santana. Au total, cet événement musical a rassemblé environ 150 000 visiteurs,,,.
Depuis 2015, un festival de danse a eu lieu dans la forêt, le Boothstock. Durant les premières années, ce festival se déroulait au Zuiderpark durant. En 2015, le Boothstock est déplacé dans la forêt de Kralingen pour attirer plus de visiteurs,,.

## Faune et flore
La forêt abrite plusieurs espèces d'amphibiens tels que la Pelophylax kl. esculentus (sorte de Grenouille verte) et la Grenouille rieuse (Pelophylax ridibundus) qui trouvent leurs niches écologiques au sein des zones marécageuses. La forêt compte également une espèce appartenant à l'ordre des libellules, la Aeshna caerulea (477 individus) répertoriés en 2011). Les zones marécageuses de la forêt sont aussi propices au développement de l'Oxycera leonina, une espèce d'insecte appartenant à la famille des Stratiomyidae (ou mouche soldat). La faune du massif forestier est également composée d'écureuils roux (Sciurus vulgaris). La présence de cette espèce au sein de la forêt a été identifiée dès 1955. Les écureuils roux ont fait l'objet de plusieurs réglementations dans les années 1970 et 1980.
La flore est notamment constituée de massifs d'arbres de type feuillu : des hêtres communs et des chênes pédonculés (Quercus robur).

## Galerie

Forêt de Kralingse
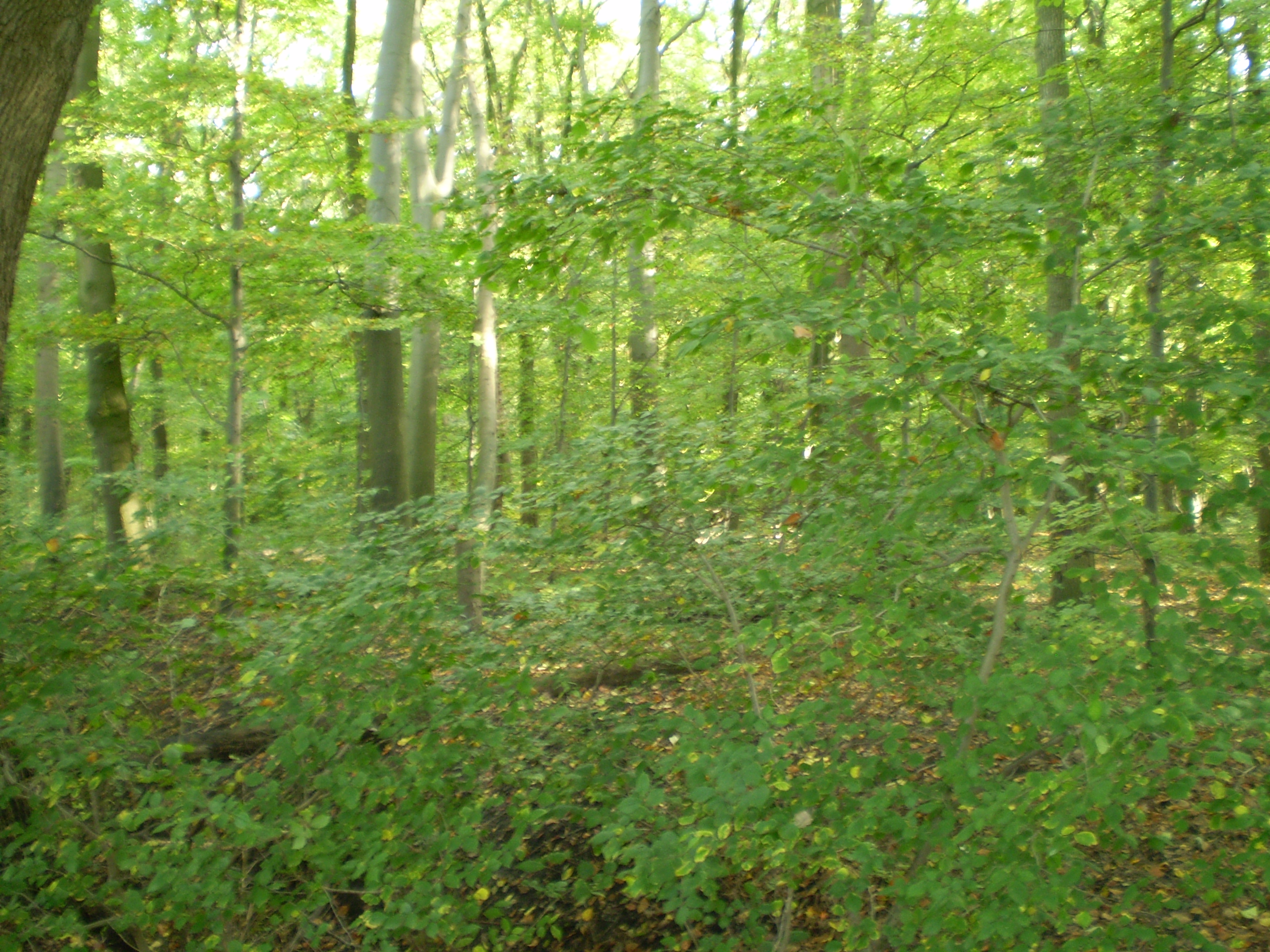
Sous-bois de la forêt.
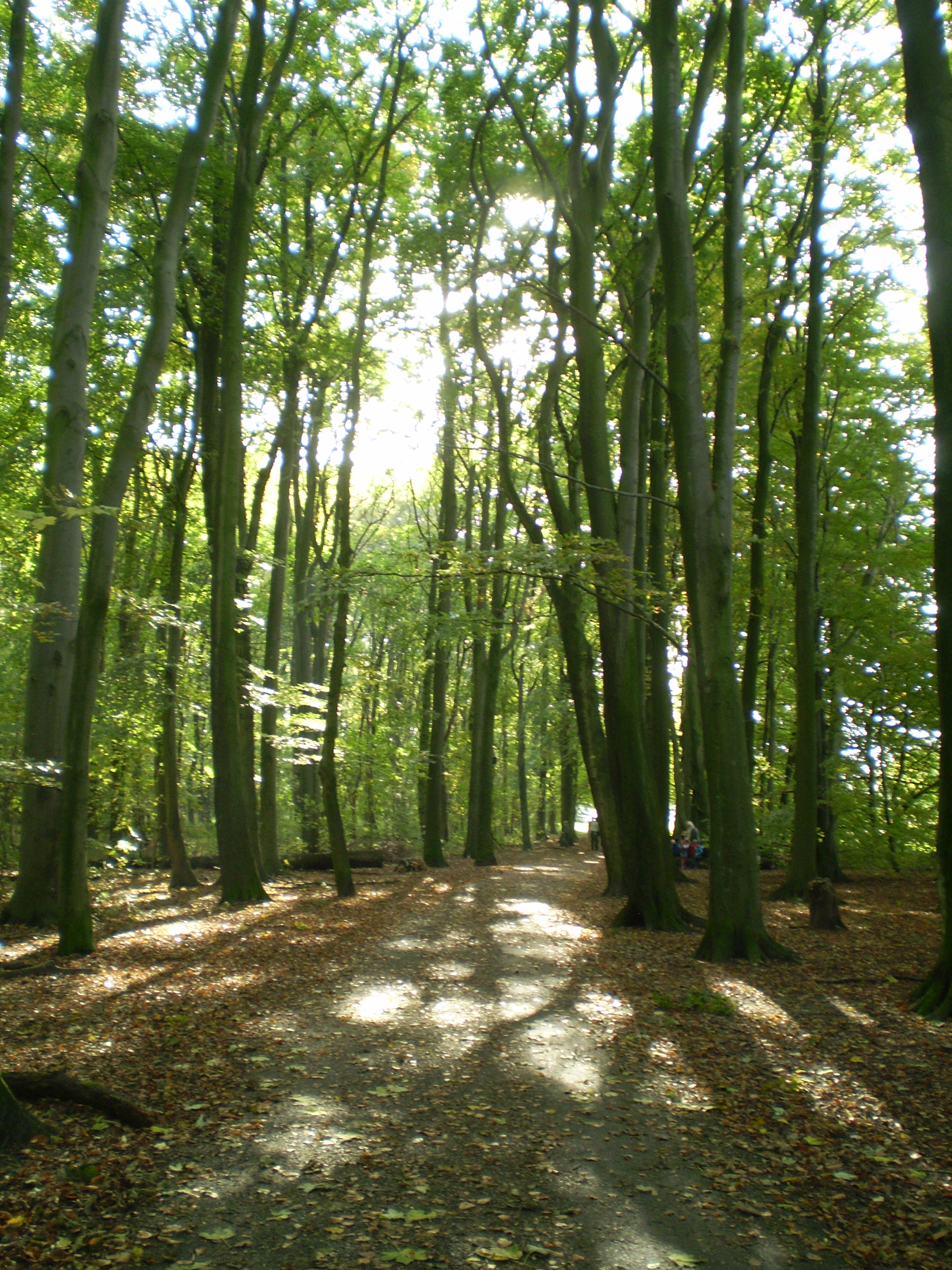
Sentier au sein de la forêt.
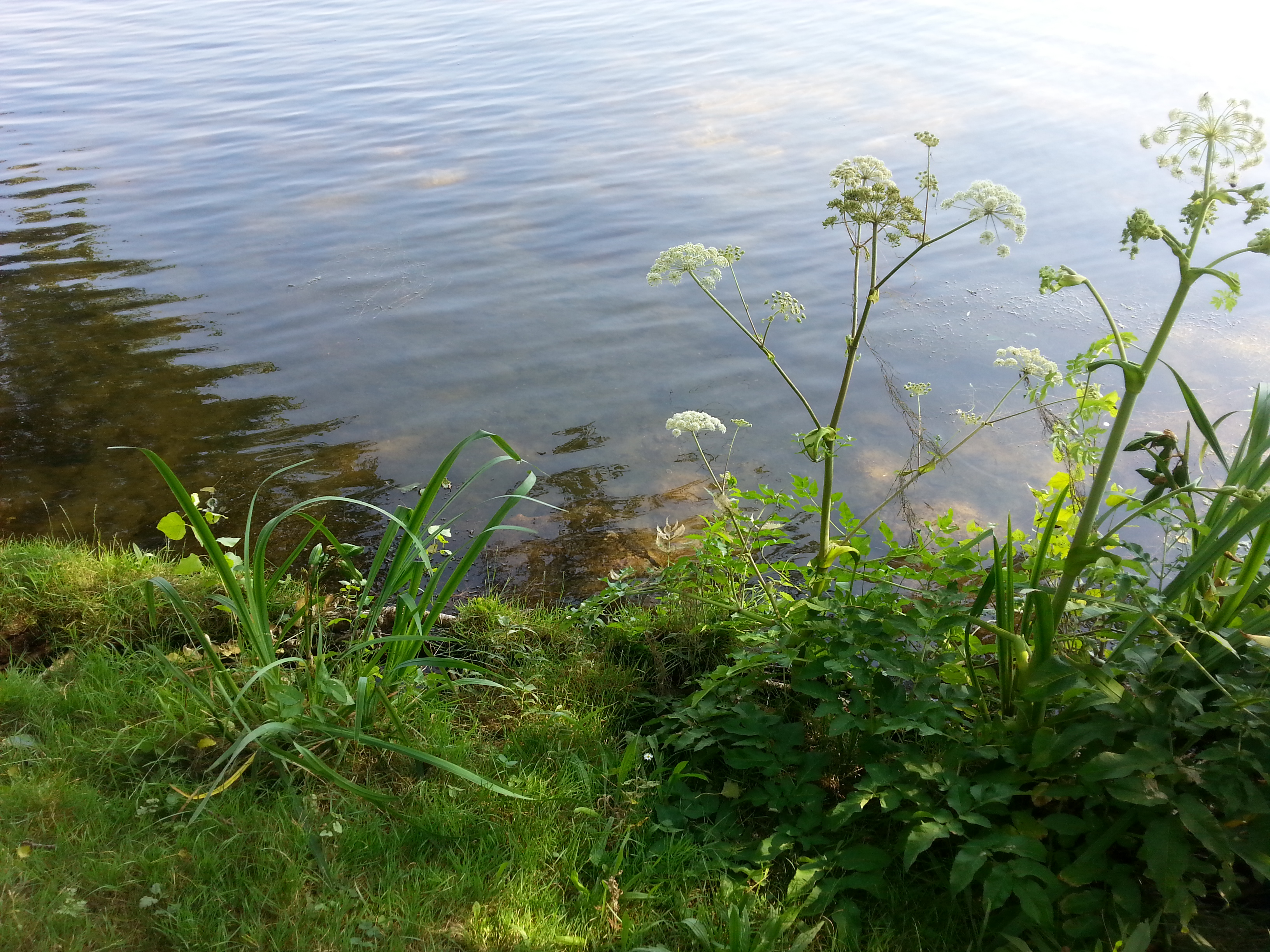
Végétation bordant le lac de Kralingen.
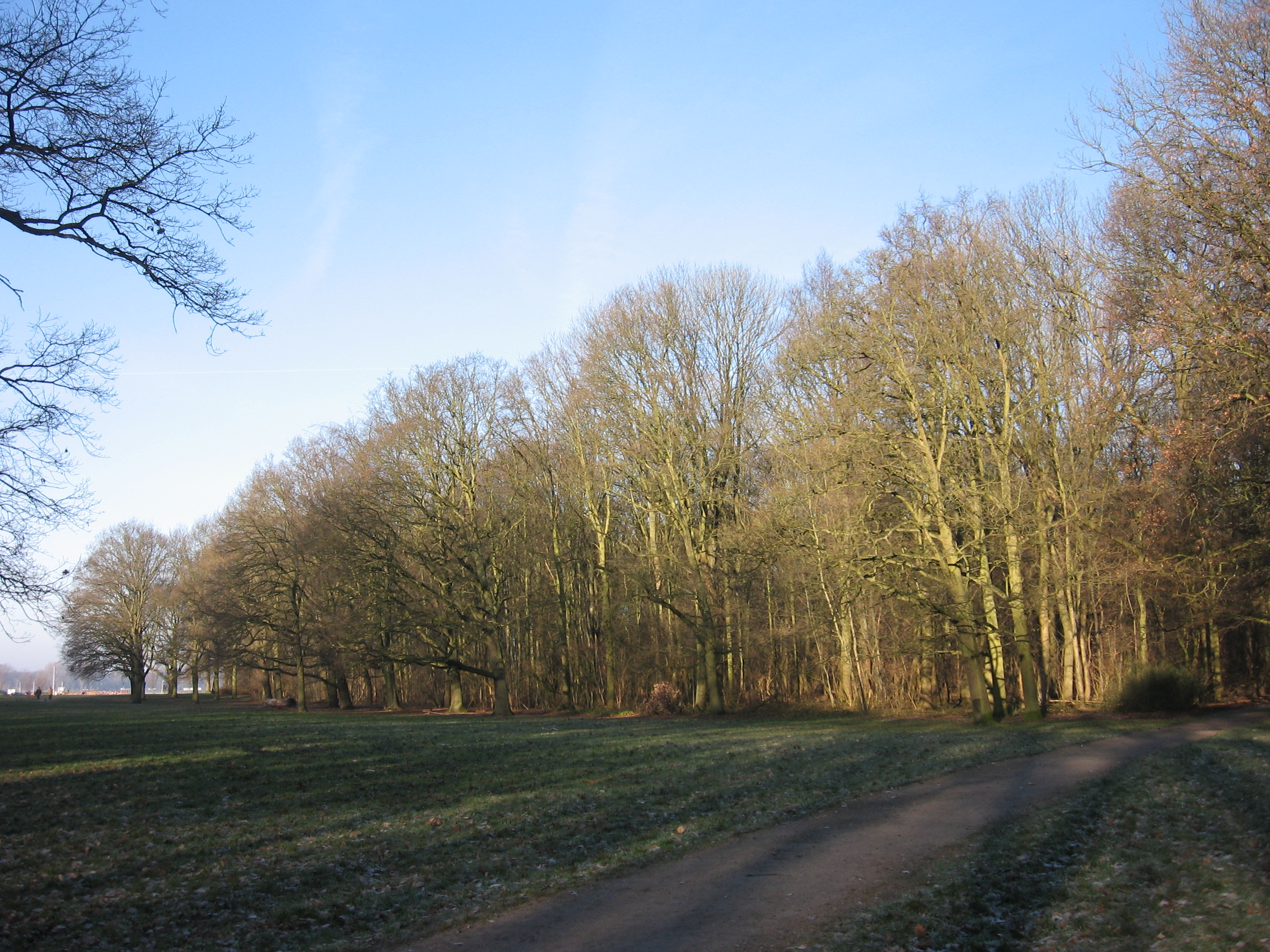
Chemin et massif d'arbres.
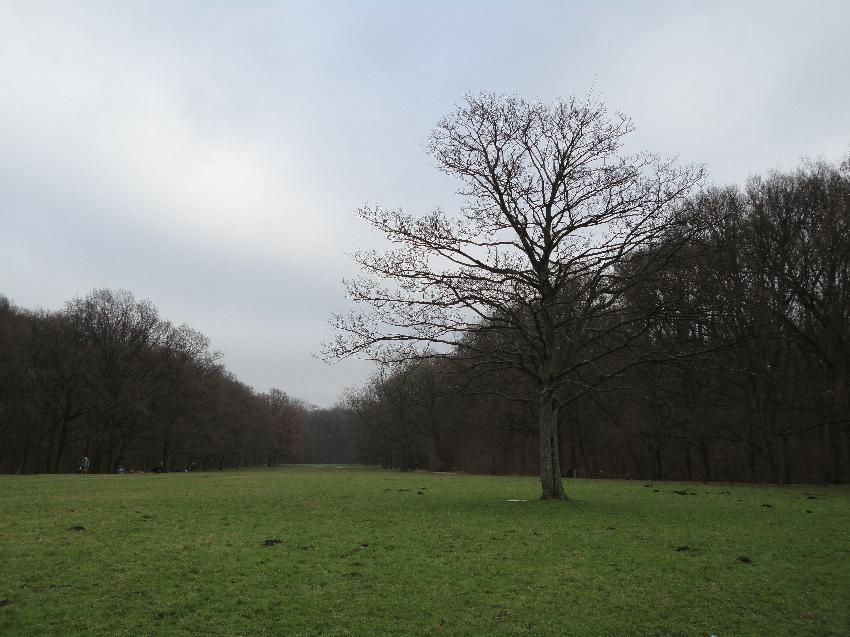
Panorama de la forêt en hiver.

## Pour approfondir